# Parafia (jednostka administracyjna)
Parafia – jednostka administracyjna używana w niektórych krajach anglosaskich oraz Hiszpanii i Andorze.
W Anglii i Luizjanie używa się także nazwy civil parish („parafia cywilna”), dla odróżnienia od kościelnych jednostek podziału.